# 三菱電機コントロールソフトウェア
三菱電機コントロールソフトウェア株式会社（みつびしでんきコントロールソフトウェア、英: MITSUBISHI Electric Control Software Corporation）は、かつて存在した、兵庫県神戸市に本社を置く三菱電機グループのソフトウェア関連子会社である。
2022年（令和4年）4月1日をもって、当社を含む三菱電機グループのソフトウェア開発会社6社は三菱電機ソフトウエア株式会社に統合された。